# San Marcos (Teksas)
San Marcos je grad u američkoj saveznoj državi Teksas. Prema popisu stanovništva iz 2010. u njemu je živjelo 44.894 stanovnika.